# Ludvik Slepi
Ludvik III. iz rodbine Buvinidov, imenovan Slepi, je bil od leta 887 do 928 kralj Spodnje Burgundije, od leta 900 do 905 kralj Langobardov, se pravi Italije, in od leta  901/902 do 905 cesar Svetega rimskega cesarstva, * okoli 881/882, † 5. junij 928, Arles. 

## Življenje
Bil je sin Bosa Viennskega in njegove žene Ermengarde, hčerke cesarja Ludvika II. Italijanskega. Po očetovi smrti se je kot mladoleten dedič skupaj z materjo poklonila cesarju Karlu Debelemu in od njega prejela Bosovo dediščino v fevd. Ludvik je imel enak odnos tudi s Karlovim naslednikom Arnulfom Koroškim. 
V zadnjih mesecih leta 890 je svet prelatov in fevdalnih velikašev v Valenceju izvolil Ludvika za kralja Arlesa, kralja Provanse in kralja Burgundije.
Ludvik je leta 900 postal tudi kralj Langobardov, se pravi Italije. Za kralja je bil okronan v cerkvi San Michele Maggiore v Paviji. Za cesarja ga je februarja 901 okronal papež Benedikt IV. Leta 905 ga je porazil Berengar Furlanski, ga oslepil in pregnal iz Italije. Ludvikov regent v Spodnji Burgundiji in po njegovi smrti leta 928 njegov naslednik na položaju kralja je postal grof Hugo Arleški. 

## Družina
Ludvik Slepi je bil dvakrat poročen. Prvič se je poročil okoli leta 900 z bizantinsko  princeso Ano (* 886, † pred 914), hčerko bizantinskega cesarja Leona VI. Drugič se je poročil leta 914 z Adejajdo Burgundsko, verjetno hčerko kralja Rudolfa I. Burgundskega iz rodbine Gvelfov. V obeh zakonih je imel po enega sina: 
- z Ano Karla Konstantina (* verjetno 901, † po januarju 962), v letih 928/930 grofa Vienneja, in
- z Adelajdo Rudolfa  († po 19. marcu 929).

## Vira
- Ernst Ludwig Dümmler: Ludwig der Blinde. V: Allgemeine Deutsche Biographie (ADB). Band 19, Duncker & Humblot, Leipzig 1884, str. 455–457.
- Herbert Zielinski: Ludwig der Blinde. V: Neue Deutsche Biographie (NDB). Band 15, Duncker & Humblot, Berlin 1987, ISBN 3-428-00196-6, str. 331–334.

| Ludvik Slepi Buvinidska dinastijaRojen: okoli 881/882 Umrl: 5. junij 928 |                                          |                             |
| Vladarski nazivi                                                         |                                          |                             |
| Predhodnik: Boso Viennski                                                | Kralj Spodnje Burgundije 887–928         | Naslednik: Hugo Italijanski |
| Predhodnik: Arnulf Koroški                                               | Kralj Italije 900–905                    | Naslednik: Berengar I.      |
| Predhodnik: Lambert Spoletski oz. Arnulf Koroški                         | Cesar svetega rimskega cesarstva 901–905 | Naslednik: Berengar I.      |